# Lijst van voetbalinterlands Maleisië - Oost-Timor
Deze lijst van voetbalinterlands is een overzicht van alle officiële voetbalwedstrijden tussen de nationale teams van Maleisië en Oost-Timor. De landen speelden tot op heden zeven keer tegen elkaar. De eerste ontmoeting, een kwalificatiewedstrijd voor het Wereldkampioenschap voetbal 2018, werd gespeeld in Kuala Lumpur op 11 juni 2015. Het laatste duel, een groepswedstrijd tijdens de Zuidoost-Azië Cup 2024, vond plaats op 11 december 2024 in de Maleise hoofdstad.

## Wedstrijden
| № | Plaats       | Datum            | Competitie                 | Wedstrijd             | Uitslag |
| - | ------------ | ---------------- | -------------------------- | --------------------- | ------- |
| 1 | Kuala Lumpur | 11 juni 2015     | WK 2018 kwalificatie       | Maleisië – Oost-Timor | 1 – 1   |
| 2 | Dili         | 13 oktober 2015  | WK 2018 kwalificatie       | Oost-Timor – Maleisië | 0 – 1   |
| 3 | Johor Bahru  | 2 juni 2016      | Azië Cup 2019 kwalificatie | Maleisië − Oost-Timor | 3 − 0   |
| 4 | Johor Bahru  | 6 juni 2016      | Azië Cup 2019 kwalificatie | Oost-Timor − Maleisië | 0 − 3   |
| 5 | Kuala Lumpur | 7 juni 2019      | WK 2022 kwalificatie       | Maleisië − Oost-Timor | 7 − 1   |
| 6 | Kuala Lumpur | 11 juni 2019     | WK 2022 kwalificatie       | Oost-Timor − Maleisië | 1 − 5   |
| 7 | Kuala Lumpur | 11 december 2024 | Zuidoost-Azië Cup 2024     | Maleisië − Oost-Timor | 3 − 2   |

## Samenvatting
| Competitie            | Totaal gespeeld | Winst Maleisië | Gelijk | Winst Oost-Timor | Doelsaldo Maleisië – Oost-Timor |
| --------------------- | --------------- | -------------- | ------ | ---------------- | ------------------------------- |
| WK-kwalificatie       | 4               | 3              | 1      | 0                | 14 − 3                          |
| Azië Cup-kwalificatie | 2               | 2              | 0      | 0                | 6 − 0                           |
| Zuidoost-Azië Cup     | 1               | 1              | 0      | 0                | 3 − 2                           |
| Totaal                | 7               | 6              | 1      | 0                | 23 − 5                          |

## Details

### Eerste ontmoeting
| WK 2018 kwalificatie (scheidsrechter Jarred Gillet, Kuala Lumpur, 11 juni 2015): |              | |
| Maleisië | 1 – 1        | Oost-Timor |
| Safee Sali 34' | goals        | 90+4' Ramon Saro |
| Dollah Salleh | bondscoach   | Fábio Magrão |
| Khairul Che Mat Mohd Muslim Ahmad Mohd Fadhli Shas Junior Eldstål Kunalan Subramaniam Mohammad Azmi Mohd Safiq Rahim Indra Putra Mahayuddin 75' Joseph Kalang Tie 55' Safee Sali 80' Mohd Amri Yahyah | opstellingen | Ramos Maxanches Paulo Martins Ramon Saro Diogo Santos Rangel Agostinho da Silva Anggisu Barbosa Juninho Rodrigo Silva Patrick Fabiano 73' Jairo Neto 86' José Fonseca |
| Azamuddin Akil 55' Nazrin Nawi 75' Mohd Afiq Azmi 80' | wissels      | 73' Nataniel Reis 86' Eusebio |
| Junior Eldstål 90' | gele kaarten | 68' Paulo Martins |

FAM · 
A-internationals · 
Maleisisch vrouwenelftal
Afghanistan ·
Algerije ·
Australië ·
Bahrein ·
Bangladesh ·
Bhutan ·
Bosnië en Herzegovina ·
Brazilië ·
Brunei ·
Cambodja ·
Canada ·
China ·
Engeland ·
Fiji ·
Filipijnen ·
Finland ·
Ghana ·
Hongkong ·
India ·
Indonesië ·
Irak ·
Iran ·
Israël ·
Jamaica ·
Japan ·
Jemen ·
Jordanië ·
Kenia ·
Kirgizië ·
Koeweit ·
Laos ·
Lesotho ·
Libanon ·
Liberia ·
Libië ·
Liechtenstein ·
Macau ·
Malediven ·
Marokko ·
Mongolië ·
Myanmar ·
Nepal ·
Nieuw-Zeeland ·
Noord-Korea ·
Oezbekistan ·
Oman ·
Oost-Timor ·
Pakistan ·
Palestina ·
Papoea-Nieuw-Guinea ·
Qatar ·
Saoedi-Arabië ·
Salomonseilanden ·
Senegal ·
Singapore ·
Sri Lanka ·
Syrië ·
Tadzjikistan ·
Taiwan ·
Thailand ·
Turkije ·
Turkmenistan ·
Uruguay ·
Verenigde Arabische Emiraten ·
Vietnam ·
Zuid-Korea ·
Zuid-Vietnam ·
Zweden
FFTL · A-internationals · Oost-Timorees vrouwenelftal
2000 – 2009 · 
2010 – 2019
2003 · 
2004 · 
2005 · 
2006 · 
2007 · 
2008 · 
2009 · 
2010 · 
2011 · 
2012 ·
2015 ·
2016
Brunei ·
Cambodja ·
Filipijnen ·
Hongkong ·
Indonesië ·
Laos ·
Libanon ·
Malediven ·
Maleisië ·
Mongolië ·
Myanmar ·
Nepal ·
Palestina ·
Saoedi-Arabië ·
Singapore ·
Tadzjikistan ·
Taiwan ·
Thailand ·
Verenigde Arabische Emiraten